# Jean Chauma
Jean Chauma, écrivain français né à Paris en 1953, est l'auteur de plusieurs ouvrages qui, sous des genres divers (le roman, la nouvelle, la poésie), donnent à voir et à faire comprendre ce qu'est le milieu du banditisme, notamment celui de la France des années 1960-70.

## Biographie
Écrivant sous pseudonyme, Jean Chauma puise la matière de ses récits dans sa propre et multiforme expérience : l'armée, les braquages, la prison. Ses livres ne sont pourtant pas des autobiographies, mais de véritables fictions qui amplifient le contenu et le sens de sa trajectoire au sein du banditisme.
Le résultat est une vaste entreprise de déconstruction des représentations dominantes du banditisme, un principe explicatif des conduites criminelles lié au « non-langage » des voyous, ainsi qu’une véritable grammaire du passage à l’acte. Mais le projet va plus loin. Ce détour par l’univers des marges force le lecteur à une prise de conscience réflexive sur sa propre condition d’individu honnête, son sens moral et son degré d’aliénation.
Dans Le Banc (2011), par exemple, Jean Chauma arrive à nous emmener avec une écriture, qu’on qualifiera de photographique et sensorielle, au cœur des questionnements existentiels. Par sa verbosité, son dispositif théâtral, ce roman pousse si loin les logiques à l’œuvre dans le roman noir qu’il en brouille les contenus, comme pour mieux affirmer, après Jean-Patrick Manchette et plusieurs autres, un positionnement littéraire et intellectuel fort, qu’on ne saurait abandonner au seul cercle des lettrés bien-pensants.

## Sources
- Elisabeth Gilles, "Ce n'est pas une vie que la vie de bandit", Le Matin Dimanche, 23 octobre 2005.
- Géraldine Savary, "Tristes flambeurs", Pages de gauches, N° 38, 2005.
- Giuseppe Merrone et Ami-Jacques Rapin, "Jean Chauma écrivain: le milieu du banditisme par l'un des siens", A contrario, vol. 4, N° 2, 2006.
- Nadine Richon, "L'ex-voyou et les travailleurs", Uniscope, N° 523, novembre 2006.
- "Bras cassés, par Jean Chauma", Le Blog d'Alain Bagnoud, 27 mars 2007.
- "Un entretien avec Jean Chauma", Le Blog d'Alain Bagnoud, 3 avril 2007.
- "Chauma, Delon et le SamouraÏ", Le Blog d'Alain Bagnoud, 7 avril 2007.
- "Une rencontre avec Jean Chauma", Le Blog d'Alain Bagnoud, 11 mars 2008.
- "Poèmes et récits de plaine, par Jean Chauma", Le Blog d'Alain Bagnoud, 7 avril 2008.
- Catherine Schmutz, "Poèmes et récits de plaine [note de lecture]", Revue historique vaudoise, N° 117, 2009.
- "Chocolat chaud, par Jean Chauma", Le Blog d'Alain Bagnoud, 1er mai 2009.
- Jacques Sterchi, "Histoires de bandits, suite", La Liberté, 11 juillet 2009.
- Anne Pitteloud, "Jean Chauma, du banditisme à l'écriture", Le Cultur@ctif, 15 octobre 2009.
- Anne Pitteloud, "Écrire pour sortir de soi", Le Courrier, 24 octobre 2009.
- Alain Kouo, "Derrière les barreaux",  Migros Magazine, 11 janvier 2010.
- "Jean Chauma, Le Banc", Le Blog d'Alain Bagnoud, 26 août 2011.
- Olivier Jeandel, "Coin lecture: Jean Chauma", Gavroche, N° 204, octobre 2011.
- Anne Pitteloud, "Méditations d'un voyou", Le Courrier, 1er octobre 2011.
- "Échappement libre de Jean Chauma", Le Blog de Francis Richard, 9 mai 2013.
- Pierre Fankhauser, "Échappement libre [note de lecture]", Peu importe où, 14 mai 2013.
- Anne Pitteloud, "Passages à l'acte et pensée anémique", Le Courrier, 29 juin 2013.
- "Jean Chauma, Échappement libre", Le Blog d'Alain Bagnoud, 4 juillet 2013.
- Sophie Nedjar, "Jean Chauma, écrivain de l'autre côté du «noir»", La Cité, 12 juillet 2013.
- Isabelle Falconnier, "Échappement libre [note de lecture]", L'Hebdo, 18 juillet 2013.
- Michel Audétat, "L'œuvre au noir de Jean Chauma", Le Matin Dimanche, 21 juillet 2013.
- "Le Banc de Jean Chauma", Le Blog de Francis Richard, 17 août 2013.
- Valérie Debieux, "Échappement libre, Jean Chauma", La Cause Littéraire, 23 octobre 2013.
- Pierre Fankhauser, "Jean", Peu importe où, 2 février 2014.
- "Jean Chauma, invité de Tulalu!?", Le Blog de Francis Richard, 4 février 2014.
- F. F., "Échappement libre de Jean Chauma", Kaële Magazine, N° 109, avril 2015.
- Giuseppe Merrone, « Les habits noirs du "polar romand" », in Histoire de la littérature en Suisse romande, Roger Francillon (dir.), Genève, Zoé, 2015.
- "À plat de Jean Chauma", Le Blog de Francis Richard, 30 avril 2015.
- "Jean Chauma, rendez-vous parisien", reportage de Jean-Michel Marnet, Vimeo, mai 2015.
- Michel Audétat, "Jean Chauma sonde les ténèbres intérieures du braqueur", Le Matin Dimanche, 24 mai 2015.
- "Jean Chauma, À plat", Le Blog d'Alain Bagnoud, 27 mai 2015.
- Amandine Glévarec, "À plat de Jean Chauma", litterature-romande.net, 29 mai 2015.
- Sophie Nedjar, "Incomparable Jean Chauma", Article 60, N° 6, juin 2015.
- Anne Pitteloud, "Jean Chauma. La liberté en marge", Le Courrier, 13 juin 2015.
- Frédéric Valloton, "À plat de Jean Chauma", Le Monde de Frevall, 8 août 2015.
- "A plat, de Jean Chauma", Le Blog de Julien Sansonnens, 9 janvier 2016.
- "Casanova mit Colt", Neue Zürcher Zeitung, 26 janvier 2016.
- Pierre Fankhauser, "Jean Chauma, un parcours littéraire", Le Persil, N° 127-128-129, novembre 2016.
- Giuseppe Merrone, "Histoire du Romand noir", Revue 813, N° 126, décembre 2016.